# Jean-Louis Richard (de Maisonneuve)
Pour les articles homonymes, voir Richard, Jean-Louis Richard (homonymie) et Maisonneuve.
Jean-Louis Richard parfois dit Jean-Louis Richard de Maisonneuve, né le 16 août 1743 et mort le 30 novembre 1812 dans la même ville de Bourg-Argental (Loire), est un homme politique français.
Membre du Tiers état, il est élu comme l'un de ses députés du Forez aux États généraux de 1789. Les évènements l'amènent à signer le serment du Jeu de paume et ainsi à siéger à l'Assemblée nationale constituante. Ultérieurement les documents officiels le qualifient d'« ex-constituant ». Son nom n'apparait pas lors du soulèvement de Lyon contre la Convention nationale. Il est élu au Conseil des Anciens député de la Loire. Après le coup d'État du 18 Brumaire sa fidélité à Bonaparte lui permet de siéger au Corps législatif.

## Biographie
Jean-Louis Richard, baptisé le 17 août 1743 est le fils de Louis Richard, marchand à Annonay puis commissaire aux saisies réelles à Bourg-Argental, et de Marie Pellissier. Ce dernier de douze enfants est donc issu de la bourgeoise.
Le 28 août 1769 il épouse, à Bourg-Argental, Marie Chevallier dont il a trois enfants,. Le second, Charles-François Richard, est l'un des pionniers foréziens de la Révolution industrielle. Le 20 août 1776 il épouse, à Saint-Chamond, en secondes noces Jeanne Montagnier qui lui donne trois enfants,.
Ses revenus proviennent en partie de l'exploitation de mûriers. Ainsi en 1775 il en plante un hectare ce qui est considéré pour cette date et cette localité comme innovant. Cette plantation est pérenne puisque son épouse s'en occupe même après sa disparition. Ainsi, elle élève des vers à soie pendant cinquante ans qui rapportent en moyenne mille francs par an. On le sait « associé libre » de la Société royale d’agriculture  (bureau de Saint-Étienne) au moins de 1790, jusqu’à sa dissolution en 1792,.
Son décès, déclaré le 1er décembre 1812, se produit au lieu-dit la Maison-neuve. Ainsi dans de nombreux écrits à partir du XIXe siècle le nom de « Richard de Maisonneuve  » lui est attribué sans valeur nobiliaire.
Cet homme politique est honoré à Bourg-Argental par une voie dénommée « boulevard Jean-Louis-Richard ». La « rue Maisonneuve » en est issue.

## Parcours politique

### Sous l'Ancien Régime
Jean-Louis Richard devient greffier au bailliage de Bourg-Argental en 1769, on le retrouve « greffier en chef » en 1780 et « greffier en chef du bailliage et syndic de la municipalité de Bourg-Argental » en septembre 1787.
Fin 1787 sont créées les assemblées provinciales. Ces nouvelles structures administratives perçoivent et utilisent les impôts. Issu du Tiers état pour le canton de Bourg-Argental, il est élu le 19 septembre 1787 par l'assemblée provinciale du Lyonnais, Forez et Beaujolais comme l’un des douze premiers membres de l’assemblée du district (aussi appelé département) de Saint-Étienne. « Il participe au bureau du règlement de l'impôt et des municipalités. ». Cette assemblée s’est réunie du 8 octobre 1787 au 21 juillet 1790,.

### États généraux puis Assemblée nationale constituante
La crise financière, qui affecte tout le pays, incite le roi Louis XVI à convoquer en 1789 des États généraux — assemblée extraordinaire. L'unité électorale retenue est le bailliage. Jean-Louis Richard qui est inscrit sur les rôles des impositions peut participer au vote. Celui-ci désigne les représentants de façon indirecte.
Le 5 mars 1789, au cours d’une réunion préliminaire du bailliage secondaire de Bourg-Argental, il est choisi parmi cent-cinq présents comme l’un des vingt-sept députés-électeurs devant se rendre à l’assemblée générale des trois États du Forez. Ils doivent y porter le cahier de doléances général du bailliage secondaire et y élire huit députés pour ces États généraux de 1789. L’assemblée générale des trois États siège le 16 mars à Montbrison. Il est nommé scrutateur pour l’élection. Élu parmi vingt-six représentants au troisième tour de scrutin le 23 mars 1789, il est le troisième député pour quatre sièges réservés au Tiers état. Il est assermenté député de son ordre le 26 mars 1789.
Le 20 juin 1789, des soldats interdisent aux députés l’accès à la salle de l’hôtel des Menus-Plaisirs où se tiennent les états généraux. Alors, avec d'autres, il prête dans une autre salle le 22 juin 1789 le serment du Jeu de paume,,. De ce fait, puisqu'il s'engage à élaborer une constitution — il s'agit de la première constitution de la France, dite Constitution française de 1791 —, il siège au sein l'Assemblée nationale constituante ainsi créée.
Les députés du Forez forment une communauté unie, quel que soit l’Ordre qui les a élu. Ainsi leurs attitudes politiques sont proches, on constate qu'ils logent aux mêmes adresses : Richard réside à Versailles avec le curé Flachat et à Paris avec Jamier et Delandine.
Au cours de son mandat, courant mai et juin 1790, les populations craignent de manquer de grains. Pour s’approvisionner, la municipalité de Montbrison emprunte 8 000 livres et impose les moins démunis. Certains notables protestent devant cette apparente « capitulation devant l'émeute » alors la municipalité présente sa démission. Mais elle la reprend après le soutien écrit de six délégués dont Richard, ce d'autant que l’Assemblée nationale consulte le groupe régional, dont il fait partie, et maintient la taxe.
Il vote le 12 juin 1790 pour le rattachement d'Avignon et du Comtat Venaissin à la France.
À deux reprises il fait prévaloir son opinion et monte à la tribune. D'une part il s’oppose aux représentants du futur département de l’Ardèche. Ainsi « MM. de Rostaing, [De]landine et Richard montent successivement à la tribune pour soutenir que les convenances générales et le vœu des administrés concouraient pour retenir la ville de Bourg-Argental et ses environs dans le département du Lyonnais; […] ». Ces arguments sont reçus et Bourg-Argental devient une commune du département de Rhône-et-Loire comme l'atteste son paraphe. D'autre part, en s'opposant notamment à Mirabeau, il participe au débat qui instaure que le propriétaire d'un terrain est également celui de la mine sous-jacente : « Je reprends donc ma proposition ; elle tend à vous demander de toutes mes forces que vous déclariez les mines dépendantes de la propriété ». Le vote intervient le 27 mars 1791.
Le 8 juillet 1791, il signe avec six députés du Rhône-et-Loire une lettre adressée aux Administrateurs du département. Celle-ci soutient la destitution du Roi intervenue après sa fuite et son arrestation de Varennes, il s’oppose ainsi à des collègues. Elle est imprimée et affichée dans tout le département.
Hormis une absence du 28 juillet au 8 novembre 1790, il demeure à l'Assemblée nationale constituante  jusqu'à sa séparation le 30 septembre 1791.

### Mandats en Rhône-et-Loire
L’assemblée nationale constituante décrète le 16 mai 1791 l’inéligibilité de ses membres à la législature suivante — Assemblée nationale législative. Il s’agit probablement de la raison qui amène Jean-Louis Richard, qui ne peut plus prétendre à une représentation nationale, à briguer des mandats purement locaux.
Par ailleurs, le royaume est réorganisé « en départements, tant pour la représentation que pour l’administration ». À la tête de chacune de ces entités est notamment élue une Administration de département. Jean-Louis Richard trouve sa place dans cette nouvelle structure. Ainsi l’assemblée électorale du département de Rhône-et-Loire convoquée le 28 août 1791 l’élit administrateur du département  au titre du district de Saint-Étienne. Il siège dans cette assemblée à compter du 10 septembre 1791. En 1792 il est membre du Comité des biens. Sa dernière présence est notée le 30 novembre 1792. Il apparait que les assemblées électorales sises à Saint-Étienne le 11 septembre puis à Montbrison du 11 au 15 novembre 1792 ne lui donnent plus de mandat départemental. 
Au cours de son mandat, il est élu membre du Jury d’accusation du district de Saint-Étienne. La liste initiale publiée au cours du premier trimestre 1792 en témoigne. L’assemblée du district de Saint-Étienne des 20 et 21 novembre 1792 l’élit troisième juge suppléant du Tribunal civil,.

### Refuge
Le soulèvement de Lyon contre la Convention nationale est réprimé en novembre 1793. Dans le contexte, il est possible que Jean-Louis Richard, connu pour ses responsabilités antérieures dans l'administration du département de Rhône-et-Loire, subisse des accusations fondées ou non. Ceci explique qu'il s’engage vers l'âge de cinquante ans dans le 4e bataillon des volontaires de l’Ardèche. Cette unité constituée le 4e jour complémentaire an I est commandée par Louis-Gabriel Suchet issu d’une famille de négociants soyeux. Ainsi le père et son fils, Charles-François proscrit pour avoir activement participé au soulèvement, appartiennent au même bataillon aux mêmes dates,. Le 26 ventôse an II Jean Nicolas Méaulle donne un arrêté de « mainlevée de tous les scellés et séquestres mis par des nobles actuellement détenus comme suspects, sur les meubles, effets et autres biens de J.-L. Richard, de Bourg-Argental, bon citoyen contre lequel il n'existait aucune dénonciation et qui servait la République dans 4e bataillon de l’Ardèche ».

### Sous le Directoire
La Constitution du 5 fructidor an III instaure un nouveau mode de gouvernement : le Directoire.
Cette Constitution est attentive aux fonctions locales. Parmi les mesures édictées figure la création des municipalités des cantons. Il s'agit de municipalités désignées comme siège de conseil de plusieurs communes environnantes. Ce conseil est l'organe de décision local. Un président est nommé ainsi qu'un commissaire du pouvoir exécutif qui fait l'interface avec les organes gouvernementaux. Ainsi, dans le département de la Loire, Jean-Louis Richard est nommé commissaire près de l'Administration municipale du canton de Bourg-Argental le 13 vendémiaire an VI sur tableaux présentés par les commissaires centraux avec approbation des députés. Puis il est nommé président du canton de Bourg-Argental le 9 nivôse an VI à la suite du renouvellement de son administration.
Certaines fonctions restent électives. Il est ainsi élu, le 25 germinal an VI, juré de la Haute Cour de justice par l’assemblée scissionnaire  de l'assemblée électorale du département de la Loire, mais le Conseil des Anciens invalide les deux assemblées (celle de l'Oratoire et celle qui est scissionnaire domiciliée chez le citoyen Durand) le 22 floréal an VI.
Pendant un an il est l'un des administrateurs temporaires du département de la Loire. Il assure le 27 ventôse an VII une présidence.
Toujours selon la Constitution, le pouvoir législatif revient au Conseil des Anciens et au Conseil des Cinq-Cents qui sont des assemblées élues. Ainsi au terme de l’assemblée électorale du département de la Loire du 20 germinal an VII, qui est l’objet d’une scission (seule celle de l'Oratoire sera reconnue mais celle du Temple invalidée), il est élu pour deux ans au Conseil des Anciens qui entérine cette élection pour le 1er prairial an VII. Lors de son mandat, il cosigne le 20 prairial an VII une missive adressée à l’administration centrale de la Loire lui demandant de bien rechercher les prêtres réfractaires afin de leurs appliquer les mesures dictées par la Loi.

### Corps législatif
Le Coup d'État du 18 Brumaire met fin au Directoire. La Constitution du 22 frimaire an VIII prend alors place. Elle instaure notamment le Sénat conservateur, qui est chargé de maintenir la Constitution. Celui-ci désigne les membres des deux assemblées législatives : le Tribunat qui débat des lois et le Corps législatif qui les vote. Le choix des députés se fait en fonction de leur adhésion au coup d'État. Jean-Louis Richard devient membre du Corps Législatif le 4 nivôse an VIII. 
Le Premier consul décide de diminuer le nombre de députés. Le Sénat procède à un tirage au sort le 12 fructidor an X. Il est désigné sortant pour l’an XI. Il quitte sa fonction le 11 germinal an XI (1er avril 1803),.

### Sous l'Empire
Le 31 mai 1807 il préside l'assemblée du canton de Bourg-Argental et en 1810 il occupe également les fonctions de juge de paix. Il assume ces charges électives jusqu'à sa mort,.